# 국립전파연구원
국립전파연구원(國立電波硏究院, National Radio Research Agency, RRA)은 전파자원의 개발에 관한 연구 등을 관장하는 대한민국 과학기술정보통신부의 소속기관이다. 2011년 8월 19일 발족하였으며, 전라남도 나주시 빛가람로 767에 위치하고 있다. 원장은 고위공무원단 나등급에 속하는 일반직공무원으로 보한다.

## 설치 근거 및 소관 업무

### 설치 근거
- 「과학기술정보통신부와 그 소속기관 직제」 제2조제1항[4]

### 소관 업무
- 전파자원의 개발에 관한 연구
- 전파자원의 이용기술 및 방법에 관한 연구
- 전파의 전파(傳播) 분석
- 전파의 환경 및 보호에 관한 연구
- 전자파의 안전이용을 위한 기술기준 제정·개정 및 측정기술 연구
- 고출력 전자기파 대응에 관한 사항
- 주파수 국제등록 및 국제기구·외국 주관청과의 협력
- 방송통신 표준 제정·개정 및 연구
- 정보통신·방송설비의 세부 기술기준 제정·개정 및 시험방법 연구
- 정보통신·방송기자재 등의 적합성평가
- 정보통신·방송분야 국제적 적합성평가체계 구축
- 정보통신·방송분야 녹색인증제도 연구 및 국제표준화 대응
- 정보통신·방송기자재 등의 측정설비·안테나 교정 및 관련 업무

## 연혁
- 1966년 2월 5일: 전파관리국 소속으로 전파연구소 설립.[5]
- 1982년 1월 1일: 체신부 소속으로 변경.[6]
- 1994년 12월 23일: 정보통신부 소속으로 변경.[7]
- 1999년 2월 11일: RF시험지원센터 개청.
- 1999년 5월 13일: 용산으로 청사 이전.
- 2005년 12월 8일: 전자파측정센터 개청.
- 2008년 2월 29일: 방송통신위원회 소속으로 변경.[8]
- 2009년 8월 7일: 안양청사를 용산청사로 통합.
- 2009년 12월 24일: 방송통신사이버안전센터 개청.
- 2011년 8월 19일: 국립전파연구원으로 개편.[9]
- 2013년 3월 23일: 미래창조과학부 소속으로 변경.[10]
- 2014년 6월 30일: 나주로 청사 이전.
- 2017년 7월 26일: 과학기술정보통신부 소속으로 변경.[11]

## 조직

### 원장
| - 지원과 - 전파자원기획과 - 전파환경안전과 - 기술기준과 - 정보통신적합성평가과 - 정보운영팀 | - 전파시험인증센터 - 우주전파센터 |